# Kalaigia
Kalaigia, im Lateinischen Galaegia (altgriechisch Καλαιγία), ist ein Ortsname, der in der Geographia des Claudius Ptolemaios als einer der im Innern der Germania magna nördlicher im Westen liegenden Orte (πόλεις) mit 37° 30′ Länge (ptolemäische Längengrade) und 52° 20′ Breite bzw. 52° 50′ Breite angegeben wird. Kalaigia liegt damit nach Ptolemaios zwischen Areletia und Loupfourdon. Wegen des Alters der Quelle kann eine Existenz des Ortes um 150 nach Christus angenommen werden.
Bislang konnte der Ort nicht sicher lokalisiert werden. Ein interdisziplinäres Forscherteam um Andreas Kleineberg, das die Angaben von Ptolemaios neu untersuchte, lokalisiert zurzeit anhand der Transformation der antiken Koordinaten Kalaigia beim heutigen Riesa linksseitig an der Elbe in Sachsen. Die polis könnte mit Herrmann Reichert ein antiker Ortsname zum Land der an der Elbe siedelnden Kaloukones gewesen sein.